# 加拿大红船旗
加拿大红船旗（英語：Canadian Red Ensign）是加拿大联邦政府曾经使用的国旗，但从未经加拿大國会确认。加拿大红船旗基于红船旗设计，红底旗帜左上角纹有英国国旗，正面纹有加拿大国徽，1921年之前则纹有加拿大各省的省徽。1965年之前，加拿大红船旗一直作为国旗使用，此后正式采用枫叶旗。

## 历史版本
- 1868年，不列颠哥伦比亚巴克威尔加拿大自治领日庆典期间所用的红船旗，用以表达对加拿大联邦化的支持，因为加拿大还没有官方的旗帜[1]
- 1868年－1921年
- 1870年，加入马尼托巴省早期的省徽
- 1871年，加入代表不列颠哥伦比亚的标志
- 1873年，经过修改以表现新成立的不列颠哥伦比亚省和爱德华王子岛省。这一版的盾徽图案始终被圆盘环绕
- 1896年，不列颠哥伦比亚省采用新的省徽
- 1907年，阿尔伯塔省和萨斯喀彻温省加入。不列颠哥伦比亚省、爱德华王子岛省和马尼托巴省徽采用现在的形式
- 1921年－1957年，非官方的加拿大盾徽被设计来替换原有盾徽，因为原有设计过于杂乱，在远处难以辨认
- 1936年奥运会开幕式出现的版本
- 1959年－1965年间安大略省督旗